# Clare Winger Harris
Clare Winger Harris née le 18 janvier 1891 à Freeport en Illinois et morte le 26 octobre 1968 à Pasadena en Californie  est une des premières écrivaines de science-fiction dont les nouvelles ont été publiées dans les années 1920 dans des magazines pulp. Elle est considérée comme la première femme à publier des nouvelles sous son propre nom dans des magazines de science-fiction, (Gertrude Barrows Bennett écrivait de la science-fiction sous le pseudonyme de Francis Stevens pour Argosy et All-Story Weekly dès 1917). Les nouvelles de Clare Winger Harris traitent souvent de personnages aux « frontières de l'humanité » comme les cyborgs.
Clare Winger Harris commence à publier des nouvelles dans des magazines en 1926, et devient rapidement appréciée du lectorat. Elle vendu un total de onze nouvelles, rassemblées en 1947 sous le titre Away From the Here and Now. Son genre a surpris Hugo Gernsback, l'éditeur qui a fini par acheter la plupart de ses œuvres, car elle était la première Américaine à publier sous son propre nom dans des magazines de science-fiction.
Ses nouvelles, qui mettent souvent en scène des personnages féminins forts, ont été rééditées  et ont reçu un accueil positif de la part de la critique, qui a notamment reconnu son rôle de pionnière en tant que femme écrivaine dans un domaine dominé par les hommes.

## Biographie
Clare Winger est née le 18 janvier 1891 à Freeport en Illinois et a ensuite fréquenté le Smith College dans le Massachusetts. Son père, Frank Stover Winger, était un ingénieur électricien qui s'intéressait également à l'écriture de science-fiction; en 1917, il publie un roman intitulé The Wizard of the Island; or, The Vindication of Prof. Waldinger. Sa mère, May Stover, était la fille de D. C. Stover, fondateur de la Stover Manufacturing and Engine Company (en) (Frank était également lié à la famille Stover du côté de sa mère, d'où son deuxième prénom.). Fait inhabituel pour l'époque, après la naissance et l'éducation de leurs enfants, Frank et May ont divorcé.
En 1912, elle épouse Frank Clyde Harris, un architecte et un ingénieur qui a servi pendant la Première Guerre mondiale. Il est ingénieur en chef de la Loudon Machinery Company dans l'Iowa et deviendra par la suite président de l'American Monorail Company de Cleveland, Ohio.
Clare Winger Harris donne naissance à trois fils (Clyde Winger né en 1915, Donald Stover né en 1916 et Lynn Thackrey né en 1918),. Elle et sa famille vivent dans l'Iowa en 1925, selon un recensement de l'État ; quelque temps avant 1930, la famille déménage à Lakewood, dans l'Ohio. Sa carrière d'écrivaine s'étend de 1923 à 1933, pendant ses séjours dans ces deux endroits.
Clare Winger Harris cesse d'écrire des nouvelles après 1933. Elle vit toujours à Lakewood en 1935 et, selon une interview de son petit-fils, elle et Frank « sont restés ensemble jusqu'à ce que leurs enfants soient grands ». Le plus jeune fils de Clare et Frank a 18 ans en 1936, et en 1940, les registres du recensement américain montrent que Clare W. Harris est divorcée et vit à Pasadena en Californie, où elle passe le reste de sa vie. Elle publie à titre privé un recueil de ses nouvelles en 1947, mais on sait peu de choses des dernières décennies de sa vie. Elle est décédée le 26 octobre 1968, à Pasadena.

## Carrière d'écrivaine

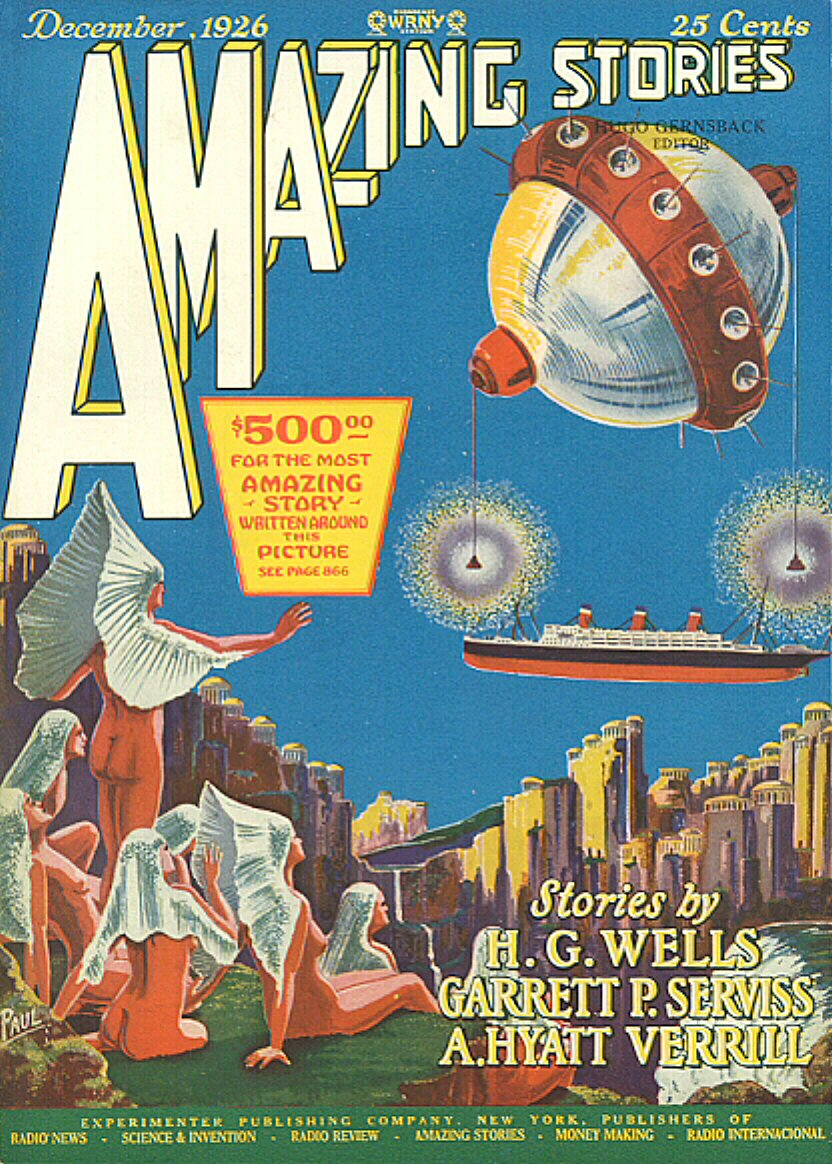
Couverture du numéro de décembre 1926 de Amazing Stories que décrit la nouvelle de Clare Winger Harris « Le destin de la Poseidonia »

Harris a fait ses débuts en tant qu'écrivaine en 1923 avec un roman, une pièce de fiction historique intitulée Persephone of Eleusis: A Romance of Ancient Greece. Le reste de son travail est très différent, car il se compose entièrement de nouvelles dans le domaine de la science-fiction.
Clare Winger Harris publie sa première nouvelle, « A Runaway World », dans le numéro de juillet 1926 de Weird Tales. En décembre de cette année-là, elle  soumet une nouvelle pour un concours organisé par le rédacteur en chef d'Amazing Stories, Hugo Gernsback. La nouvelle de Clare Winger Harris, The Fate of the Poseidonia (un space opera sur des Martiens qui volent l'eau de la terre) se classe troisième dans le concours. Elle devient rapidement l'une des écrivaines les plus populaires de Gernsback.
Clare Winger Harris a finalement publié 11 nouvelles dans des magazines pulp, la plupart dans Amazing Stories (bien qu'elle ait également publié dans d'autres magazines tels que Science Wonder Quarterly ). Elle a écrit ses œuvres les plus acclamées au cours des années 1920; en 1930, elle arrête d'écrire pour élever et éduquer ses enfants,. Son absence des magazines pulps a été remarquée - un fan a écrit à Amazing Stories à la fin de 1930 pour demander: « Qu'est-il arrivé à Clare Winger Harris? Elle m'a manqué. . .». Elle publie encore une nouvells en 1933, intitulée « The Vibrometer », equi apparait dans une brochure miméographiée intitulée Science Fiction. Les éditeurs, Jerry Siegel et Joe Shuster, étaient à l'époque des lycéens de Cleveland,.
En 1947, toutes les nouvelles de Clare Winger Harris, à l'exception de « The Vibrometer », sont rassemblées sous le titre Away from the Here and Now ; un recueil de 2019, The Artificial Man and Other Stories, comprend également « The Vibrometer ». Ses nouvelles ont également été réimprimées dans des anthologies telles que Daughters of Earth : Feminist Science Fiction in the 20th Century (avec un essai critique), Sci-Fi Womanthology, Amazing Science Fiction Anthology : The Wonder Years 1926-1935, et Gosh Wow ! Sense of Wonder Science Fiction.
Clare Winger Harris est également l'autrice de l'une des premières tentatives de classification de la science-fiction lorsque, dans le numéro d'août 1931 de Wonder Stories, elle énumère 16 thèmes de base de la science-fiction, dont « les voyages spatiaux interplanétaires », « les aventures sur d'autres mondes » et « la création de la vie synthétique ».
Clare Winger Harris a également écrit l'une des premières tentatives de classification de la science-fiction lorsque, dans le numéro d'août 1931 de Wonder Stories, elle a énuméré 16 éléments dans la première liste de thèmes de science-fiction (en), y compris « les voyages spatiaux interplanétaires », « les aventures sur d'autres mondes » et « la création de vie synthétique ».

## Regard critique et influence
Lorsque Gernsback publie la première nouvelle de Clare Winger Harris dans Amazing Stories, il fait l'éloge de son écriture tout en s'étonnant qu'une femme puisse écrire de la bonne science-fiction : «Le fait que le gagnant du troisième prix se soit avéré être une femme a été l'une des surprises du concours, car, en règle générale, les femmes ne font pas de bons auteurs de science-fiction, parce que leur éducation et leurs tendances générales sur les questions scientifiques sont généralement limitées. Mais l'exception, comme toujours, confirme la règle, l'exception étant dans ce cas extraordinairement impressionnante »,. Pendant de nombreuses années, Clare Winger Harris a cru avoir été la première femme écrivaine de science-fiction aux États-Unis, bien que des recherches ultérieures aient prouvé que c'était faux, car Gertrude Barrows Bennett, écrivant sous le pseudonyme de Francis Stevens, publiait des histoires de science-fiction dès 1917. Il convient de noter que la véritable identité de « Francis Stevens » n'a été connue publiquement qu'en 1952, bien après la fin des carrières d'écrivain de Clare Winger Harris et de Gertrude Barrows Bennett.
Plus récemment, Clare Winger Harris est créditée de la distinction plus restreinte d'être la première femme américaine à publier des nouvelles dans des magazines de science-fiction sous son propre nom,. Néanmoins, il faut également nuancer cette affirmation : adolescente, Bennett, née Gertrude Mabel Barrows, a publié une nouvelle sous le nom de G.M. Barrows (c'est-à-dire sous son propre nom) dans une édition de 1904 du magazine Argosy. Argosy, cependant, n'était pas à proprement parler un magazine de science-fiction, puisqu'il publiait des nouvelles de plusieurs genres.
Même si Clare Winger Harris n'a publié qu'une poignée de nouvelles, presque toutes ont été réimprimées au fil des ans. Parmi celles-ci, « The Miracle of the Lily » a été la plus réimprimée et saluée par de nombreux critiques, Richard Lupoff affirmant que la nouvelle aurait « remporté le prix Hugo de la meilleure nouvelle, si le prix avait existé à l'époque »,, Lupoff a également écrit que «[b]ien que le lecteur d'aujourd'hui puisse trouver sa prose grinçante et démodée, les nouvelles regorgent positivement d'idées encore fraîches et provocantes ».
« The Fate of the Poseidonia » a également été réimprimée un certain nombre de fois et est considéré comme l'un des premiers exemples d'une nouvelle de science-fiction avec un personnage principal féminin héroïque. D'autres nouvelles de Clare Winger Harris sont également connues pour présenter des personnages féminins forts, tels que Sylvia, la pilote d'avion et mécanicienne dans « The Ape Cycle » (1930). Clare Winger Harris a également écrit une nouvelle utilisant un point de vue féminin (dans « The Fifth Dimension » de 1928).
Parce que Clare Winger Harris a été la première femme américaine publiée dans des magazines de science-fiction sous son propre nom, et en raison de son adhésion aux personnages et thèmes féminins, elle a été reconnue ces dernières années comme une pionnière de la science-fiction féminine et féministe.
Le travail de Clare Winger Harris a été présenté au Pasadena History Museum en 2018, dans le cadre d'une exposition intitulée « Dreaming the Universe: The Intersection of Science, Fiction, & Southern California ».

## Œuvres

### Romans
- (en) Clare Winger The Library of Congress, Persephone of Eleusis : a romance of Ancient Greece, Boston, Mass. : The Statford Company, 1923 (lire en ligne).

### Recueils de nouvelles
- (en) Clare Winger Harris, Away from the here and now : stories in pseudo-science, Ramble House, coll. « Surinam Turtle Press », 2011 (ISBN 9781605435688)
- The Artificial Man and Other Stories (Belt Publishing, February 2019)

### Nouvelles

#### Incluses dansAway from the Here and Now
- A Runaway World (Weird Tales, juillet 1926)
- The Fate of the Poseidonia (Amazing Stories, juin 1927)[11].
- A certain soldier (Weird Tales, novembre 1927)
- The Fifth Dimension (Amazing Stories, décembre 1928)
- The Menace From Mars (Amazing Stories, octobre 1928)
- The Miracle of the Lily (Amazing Stories, avril 1928) [17]
- The Artificial Man (Science Wonder Quarterly, automne 1929)
- A Baby on Neptune avec Miles J. Breuer, MD ( Amazing Stories, décembre 1929)
- The Diabolical Drug (Amazing Stories, mai 1929)
- The Evolutionary Monstrosity (Amazing Stories Quarterly, hiver 1929)
- The Ape Cycle (Science Wonder Quarterly, printemps 1930)

#### Incluses dansThe Artificial Man and Other Stories
- The Vibrometer (Science Fiction #5, 1933, édité par Jerry Siegel )[21].

### Essais
- Letter (Amazing Stories, May 1929): A Very Interesting Letter from One of Our Authors
- Letter (Air Wonder Stories, September 1929) [only as by Clare W. Harris]: On why Air Wonder Stories may not make a good venue for her fiction
- Letter (Weird Tales, March 1930): Expression of appreciation for the style of Henry De Vere Stacpoole's The Blue Lagoon (en)
- Letter (Wonder Stories, August 1931): Possible Science Fiction Plots